# Nicola Alongi
Nicola Alongi, conosciuto spesso come Nicolò (Prizzi, 22 gennaio 1863 – Prizzi, 29 febbraio 1920), è stato un sindacalista italiano.

## Biografia
Nicola Alongi, dirigente del movimento contadino prizzese dai Fasci siciliani al biennio rosso e martire socialista, nasce a Prizzi il 22 gennaio 1863.
Entra nell'agone politico e sindacale nel 1893 seguendo il leader del Fascio di Corleone Bernardino Verro e partecipando alla costituzione del Fascio di Prizzi assieme a Giuseppe Marò. Ma è alla ripresa delle lotte contadine d'inizio Novecento, in occasione dello sciopero agrario del 1901, che egli assume la direzione del movimento.
All'impegno politico unisce quello intellettuale leggendo da contadino appena alfabetizzato i classici del socialismo e diventando corrispondente locale di diversi giornali stampati a Palermo, da La Battaglia a Il Germe, L'Avanguardia sindacale, L'Avanguardia proletaria, La Riscossa Socialista, La Dittatura del Proletariato.

Nel primo dopoguerra realizza sul campo assieme a Giovanni Orcel, segretario della Camera del Lavoro di Palermo quell'unità di classe fra operai e contadini teorizzata da Antonio Gramsci.
La mafia agraria locale e i suoi padrini politici cercano di fermarlo con le minacce e con l'uccisione del suo collaboratore Giuseppe Rumore. Ma quell'uomo di grande fede e coraggio, che aveva chiamato tre dei suoi figli "Idea", "Libero pensiero" e "Ribelle", decidono di eliminarlo uccidendolo il 29 febbraio 1920.

Quell'eroe della Sicilia contadina non venne dimenticato: nel secondo dopoguerra le masse contadine prizzesi guidate da Antonio Leone ne seguirono l'esempio lottando strenuamente per l'applicazione dei decreti Gullo e per l'attuazione della Riforma agraria. Alla fine degli anni sessanta diviene l'icona politica delle nuove generazione  della sinistra tradizionale e nuova. Mancava solo un libro che ne raccontasse le lotte: a fine secolo l'amministrazione comunale ha promosso la pubblicazione di un saggio biografico dello storico Giuseppe Carlo Marino.

## Archivio
- Nicola Alongi e altri. Memorandum... (in Archivio di Stato di Palermo).
- Omicidio in persona di Alongi Nicolò (in Archivio Centrale di Stato).